# Delta Scuti-veranderlijke

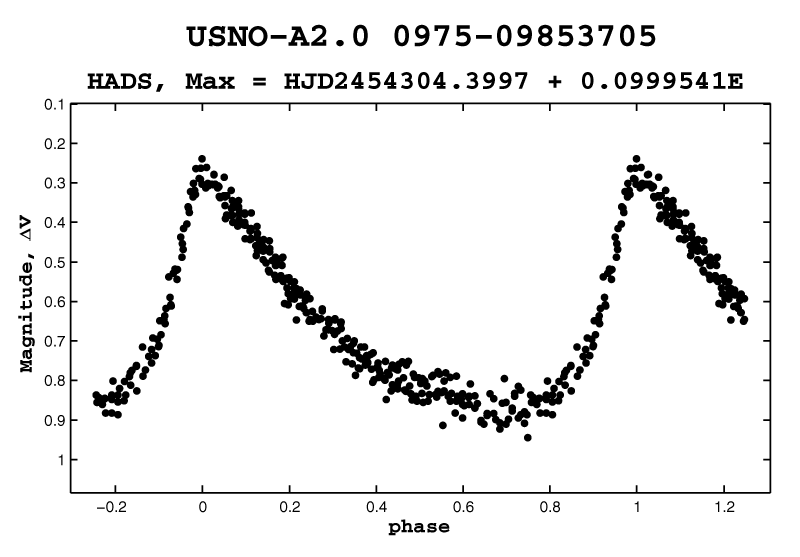
Lichtkromme van een Delta Scuti-veranderlijke met grote amplitude

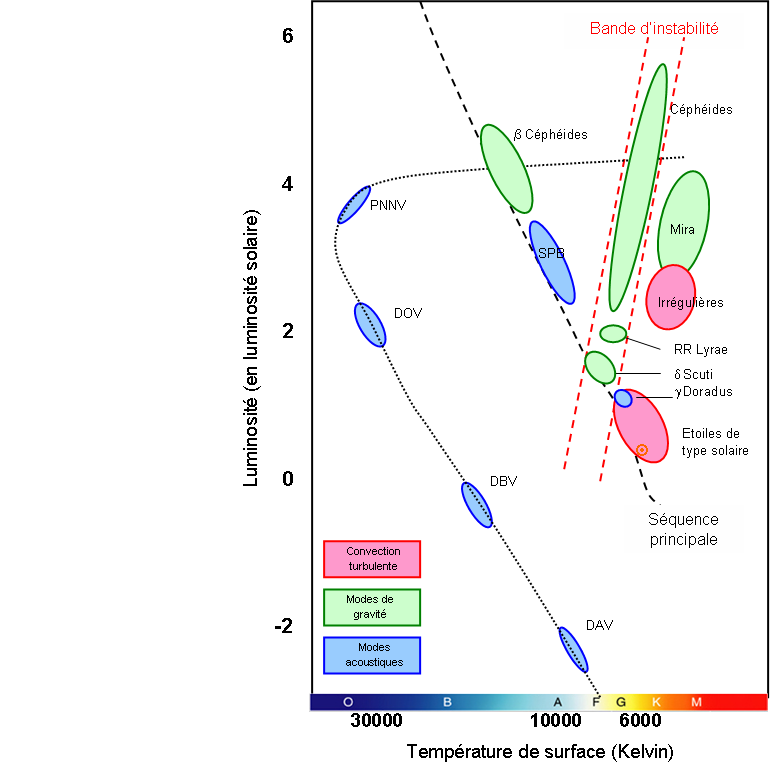
De positie van Delta Scuti-veranderlijken in het Hertzsprung-Russelldiagram. De zwarte onderbroken lijn is de hoofdreeks.

Een Delta Scuti-veranderlijke is een pulserende veranderlijke ster. Andere namen voor Delta Scuti-veranderlijken zijn Dwergcepheïden, AI Velorum-sterren, of RRs sterren. Na de witte dwergen is dit de meestvoorkomende soort veranderlijke sterren. De sterren zijn genoemd naar Delta Scuti in het sterrenbeeld Schild. De periodieke variabiliteit van Delta Scuti is ontdekt door E.A. Fath in 1935.

## Eigenschappen
Delta-Scuti-veranderlijken hebben een spectraalklasse tussen A2 en F8 en een lichtkrachtklasse III (reuzenster) tot V (hoofdreeksster). De meeste van deze sterren behoren tot Populatie I. De periode van Delta-Scuti sterren is minder dan 8 uur en de amplitude is meestal slechts ongeveer 0,02 magnituden (maar kan 0,8 magnituden bereiken). In het Hertzsprung-Russelldiagram liggen de Delta-Scuti-veranderlijken in het gebied waar de instabiliteitsstrip de hoofdreeks kruist. De massa van deze sterren is tussen 1,5 en 2,5 zonnemassas en de lichtkracht
tussen 10 en 50 maal die van de zon. Het zijn sterren die in hun evolutie op weg naar de hoofdreeks zijn, zich in het hoofdreeksstadium bevinden (waar waterstof verbrand wordt in de kern van de ster) of begonnen zijn zich van de hoofdreeks te verwijderen in de richting van de reuzentak.
Delta Scuti-veranderlijken vertonen net als de gewone Cepheïden een periode-lichtkrachtrelatie:
{\displaystyle Mv=-3{,}725\cdot \log(p)-1{,}969}
Hier is {\displaystyle Mv} de absolute magnitude en  {\displaystyle p} de periode in dagen. Hierdoor kunnen waarnemingen van deze sterren gebruikt worden om afstanden te bepalen naar bijvoorbeeld de Grote Magelhaense Wolk, bolvormige sterrenhopen, open sterrenhopen, en het Galactisch centrum.

## Subtypen
Naast de gewone Delta Scuti-veranderlijken (afkorting DSCT of DSCTC (sterren met kleinere amplitude en sinusvormige lichtkromme) in de GCVS) onderscheidt men:
- HADS (High Amplitude Delta Scuti stars) met amplituden groter dan 0,3 mag. Deze roteren langzaam met rotatiesnelheden van minder dan 30 km/s.
- Delta Delphini-veranderlijken zijn Delta Scuti-veranderlijken met meestal kleine amplituden. De chemische samenstelling van de steratmosfeer komt overeen met die van Am-sterren die een verhoogde abundantie van bepaalde metalen laten zien.
- Ook de chemisch peculiaire Lambda Bootis-Sterren kunnen als Delta Scuti-veranderlijken pulseren.
- De snel pulserende Ap-sterren (eveneens chemisch peculiair) zijn een subtype die zich op de hoofdreeks bevinden  (soms variëren deze sterren ook als Gamma Doradus-veranderlijken).
- SX Phoenicis-veranderlijken, een subtype bestaande uit oude metaalarme populatie II sterren die gevonden worden in bolvormige sterrenhopen. Ook voor SX Phoenicis veranderlijken bestaat een periode-lichtkrachtrelatie. Bij deze sterren kan de amplitude enkele 0,1 magnituden bereiken. Dit zijn waarschijnlijk blauwe achterblijvers, nauwe dubbelsterren waarbij materie van de ene ster naar de andere ster is overgeheveld. Daarbij is de ster die de materie ontvangen heeft massief genoeg geworden om de instabiliteitsstrip te bereiken.
- Voor-hoofdreeks Delta Scuti-veranderlijken (sterren die de hoofdreeks nog niet bereikt hebben).

## Mechanisme
Delta Scuti-veranderlijken vertonen radiale pulsaties (in de grondtoon) en niet-radiale pulsaties (boventonen). Bij niet-radiale pulsaties bewegen sommige delen van het oppervlak naar buiten en andere naar binnen.
De pulsaties kunnen verklaard worden met het Kappa-mechanisme met bijdragen van convectieve bewegingen in de fotosfeer van de sterren:
De sterren hebben een heliumrijke atmosfeer. Als helium wordt verhit, neemt de ionisatiegraad toe, waardoor de atmosfeer minder straling doorlaat (de opaciteit neemt toe) en de ster minder helder wordt. Op het moment van de kleinste helderheid gedurende de lichtkromme bevat de atmosfeer veel voor licht niet doorlaatbaar geïoniseerd helium. De energie van het geblokkeerde licht veroorzaakt een grotere stralingsdruk, waardoor de ster begint uit te zetten. De expanderende atmosfeer wordt dan koeler en de hoeveelheid geïoniseerd helium en daardoor de opaciteit nemen weer af. Dit leidt tot vermindering van de stralingsdruk, waardoor de zwaartekracht de ster weer doet samentrekken, wat weer een verhoging van druk en temperatuur tot gevolg heeft.
De amplitude van een Delta Scuti-veranderlijk is gecorreleerd met de rotatiesnelheid van de ster. Hoe sneller de ster roteert, des te meer helium vanuit de binnenlagen naar de atmosfeer beweegt en het hierboven beschreven mechanisme sterker is.

## Voorbeelden van Delta Scuti-veranderlijken
- Het prototype van deze soort veranderlijke sterren is Delta Scuti, die in schijnbare magnitude varieert tussen +4,60 en +4,79 met een periode van 4,65 uur.
- Altair
- Denebola (β Leonis)
- Caph (β Cassiopeiae)